# Розовая гималайская соль

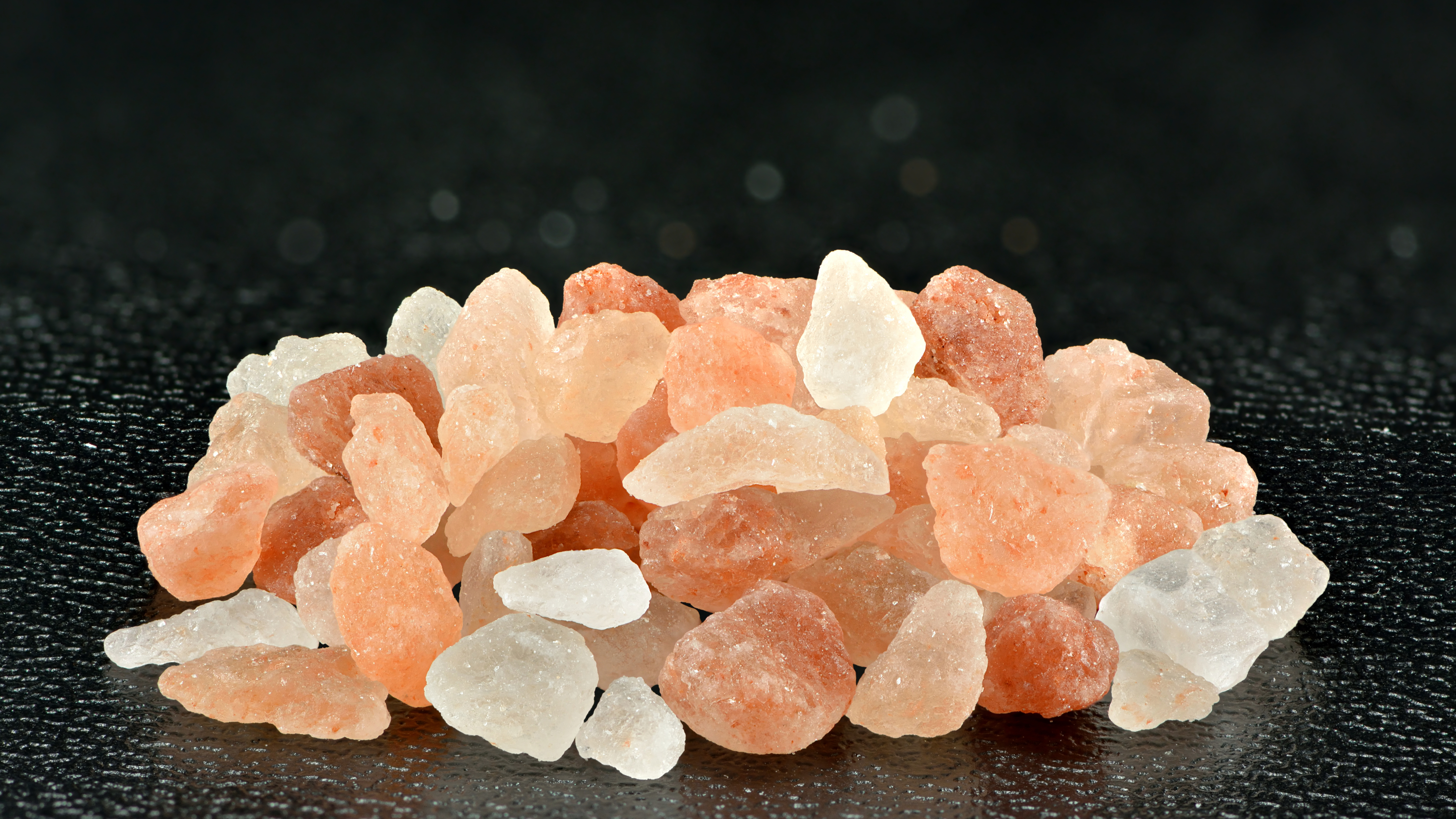
Розовая гималайская соль

Розовая гималайская соль — каменная соль (галит) из месторождения в области Пенджаб в Пакистане. Её добывают в соляной шахте в Хевре, которая расположена в предгорье Соляного хребта на Индо-Гангской равнине. Шахта находится на расстоянии 310 км от Гималаев, 260 км от Лахора и 300 км от Амритсара.
Научных доказательств преимуществ для здоровья розовой по сравнению с обычной поваренной солью нет.

## Минеральный состав

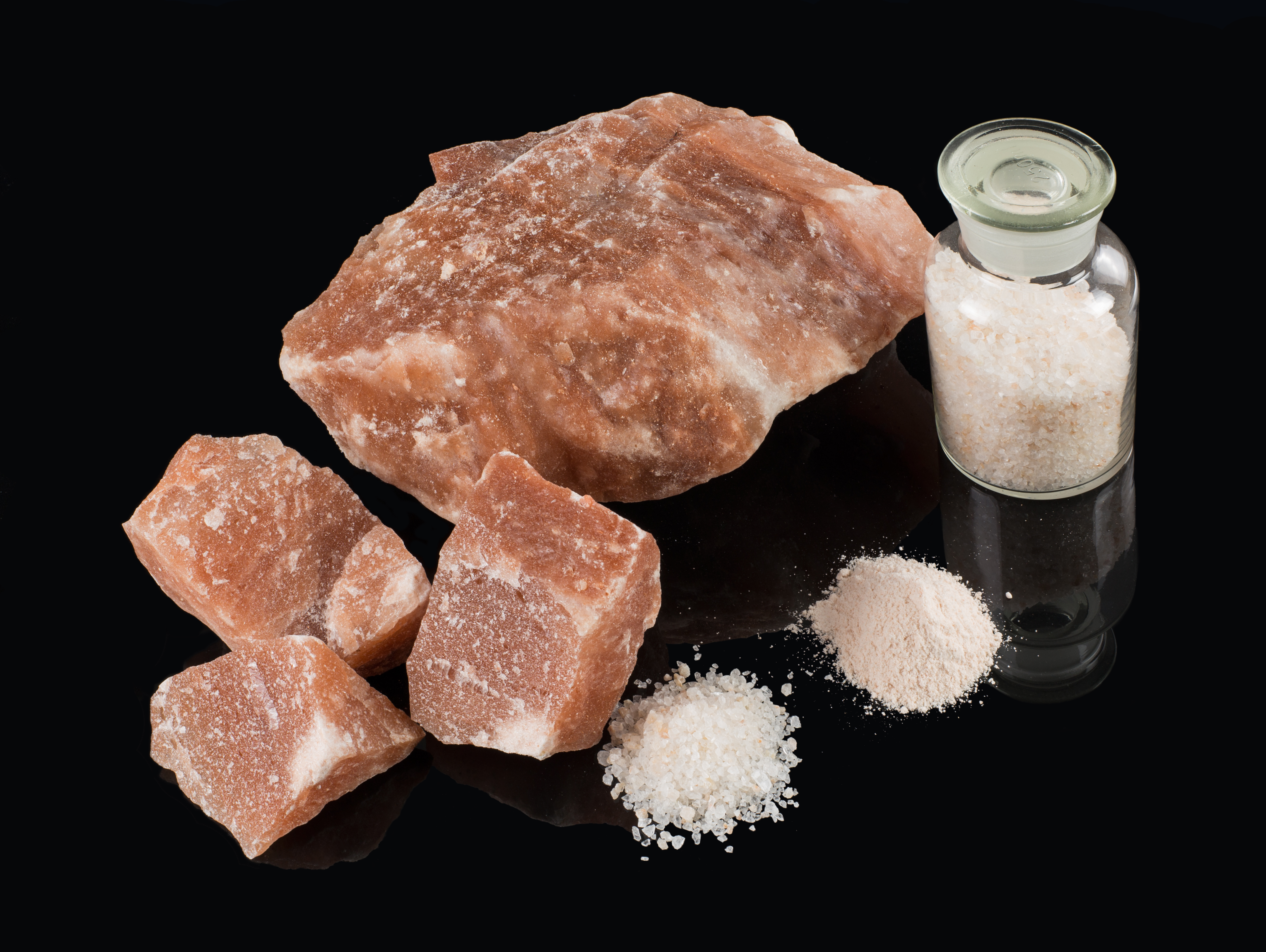
Соль из соляной шахты Хевре в Пакистане.

Гималайская соль по химическому составу представляет собой поваренную соль с минеральными примесями. На 95−98 % она состоит из хлорида натрия, содержит 2−4 % полигалита (водного сульфата калия, кальция и магния), 0,01 % фтора, 0,01 % йода, а также многочисленные микроэлементы в небольших количествах.
Кристаллы соли имеют цвет от почти белых до прозрачных цветных. Примеси полигалита и микроэлементов в некоторых жилах месторождения придают кристаллам розовый, красноватый или мясо-красный цвет.

## Похожие виды соли
Есть несколько похожих видов соли:
- обычная розовая соль из Австралии, Боливии, Непала, Польши, Перу, Чили, США. Вкус такой же, как обычной поваренной соли, отличается только розовым цветом;
- садочная розовая соль из Крыма. Розовый цвет придает микроводоросль Dunaliella salina;
- чёрную гималайскую соль (кала-намак) иногда путают с розовой гималайской. Чёрная имеет более тёмный цвет и слабый запах, напоминающий тухлое яйцо, из-за наличия сероводорода[6].

## Использование
Розовая гималайская соль широко используется в кулинарии вместо поваренной соли, в том числе для украшения блюд. 
Несмотря на заявления о пользе гималайской соли, нет научных доказательств её преимуществ для здоровья по сравнению с обычной поваренной солью.
Плиты из соли используются также в качестве сервировочной посуды и для приготовления пищи. На плитах из гималайской соли рыба и мясо могут храниться в течение некоторого времени, затем плиты медленно нагревают до температуры около 200 °С и используют как обычную варочную поверхность.
Гималайская соль иногда используется для солевых ванн.